# Syngnathiformes
Ordre
Synonymes
- sous-ordre des Syngnathoidei

Les Syngnathiformes sont un ordre de poissons téléostéens, comportant notamment les hippocampes, les poissons-flûtes et les poissons-trompettes.

## Caractéristiques
Le radical du nom de l’ordre est formé à partir des mots grecs « sun », ensemble, et « gnathos », mâchoire, pour désigner des familles de poissons aux mâchoires soudées formant un museau tubulaire au bout duquel se situe une petite bouche. Parmi les familles représentées dans cet ordre, les Syngnathidae (syngnathes et hippocampes) sont couverts de plaques osseuses, et sont notamment caractérisés par le fait que ce sont les mâles qui incubent dans une poche ventrale les œufs pondus par les femelles.
À l'exception notable des hippocampes (regroupés dans plusieurs genres de la famille des Syngnathidae), ces poissons ont un corps allongé en longueur, parfois parfaitement tubulaire et en forme de flèche pour le genre Fistularia.

## Taxinomie
Cet ordre de poissons n'est pas reconnu par tous les auteurs :
- il est reconnu par WRMS[3], FishBase[2], Catalogue of Life[4] et TPDB[5] ;
- ITIS (19 mars 2014)[6] ne le reconnaît pas et place ces familles sous l'ordre des Gasterosteiformes et le sous-ordre des Syngnathoidei ;
- NCBI (19 mars 2014)[7] ne le reconnaît pas et place ces familles sous l'ordre des Gasterosteiformes ainsi que sous différents sous-ordres.

Les résultats de recherches récentes permettent de distinguer 4 sous-ordres,:
- Ordre Syngnathiformes
  - Sous-ordre Syngnathoidei
    - Famille Solenostomidae
    - Famille Syngnathidae
    - Famille Aulostomidae
    - Famille Fistularidae
    - Famille Centriscidae

  - Sous-ordre Callionymoidei
    - Famille Callionymidae
    - Famille Draconettidae

  - Sous-ordre Mulloidei
    - Famille Mullidae

  - Sous-ordre Dactylopteroidei
    - Famille Dactylopteridae
    - Famille Pegasidae

## Liste des familles
Selon FishBase (19 mars 2014) et World Register of Marine Species (19 mars 2014) :
- famille Aulostomidae Rafinesque, 1815 -- Poissons-trompettes, un genre (placé par NCBI sous Gasterosteoidei)
- famille Centriscidae Bonaparte, 1831 -- Poissons-crevettes, cinq genres (placé par NCBI sous Syngnathoidei)
- famille Fistulariidae Stark, 1828 -- Poissons-flûtes, un genre (placé par NCBI sous Syngnathoidei)
- famille Solenostomidae Nardo, 1843 -- Poissons-fantômes, un genre (non reconnu par NCBI)
- famille Syngnathidae Bonaparte, 1831 -- Hippocampes et syngnathes, une soixante de genres (placé par ITIS sous Syngnathoidei)

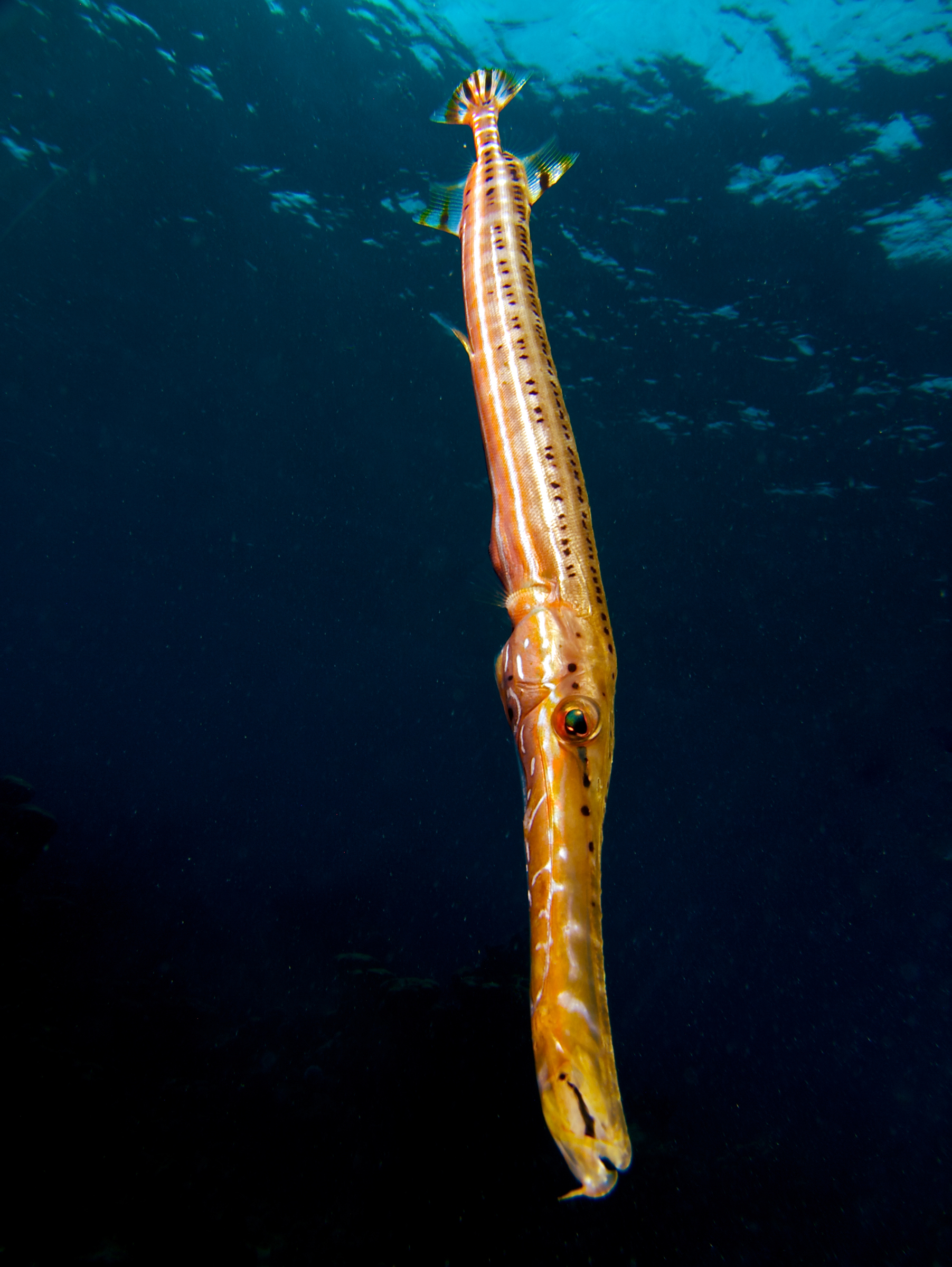
Aulostomus maculatus (Aulostomidae).
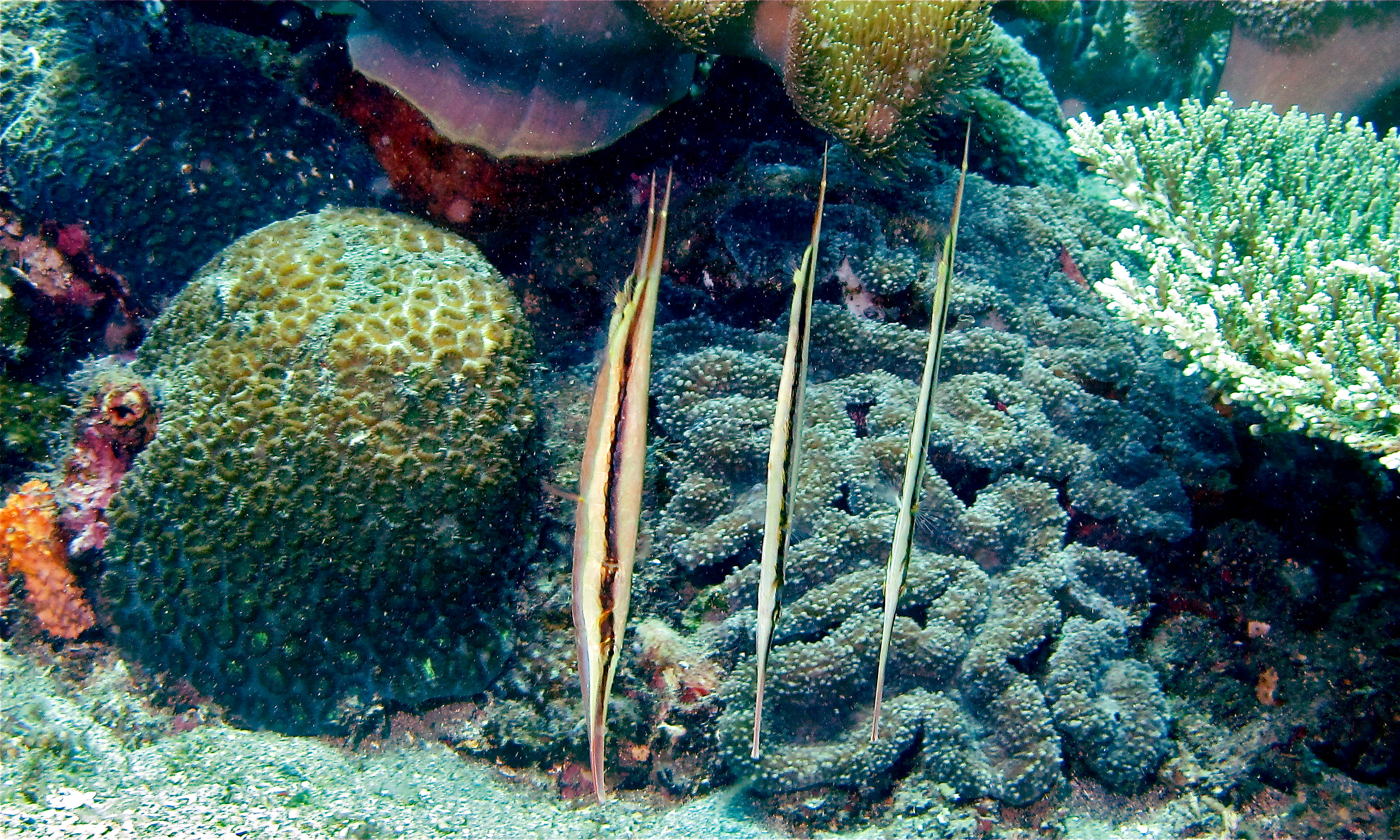
Aeoliscus strigatus (Centriscidae).
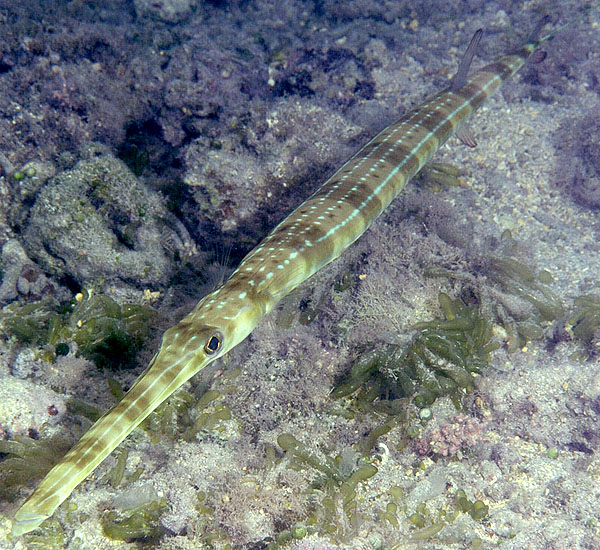
Fistularia commersonii (Fistulariidae).
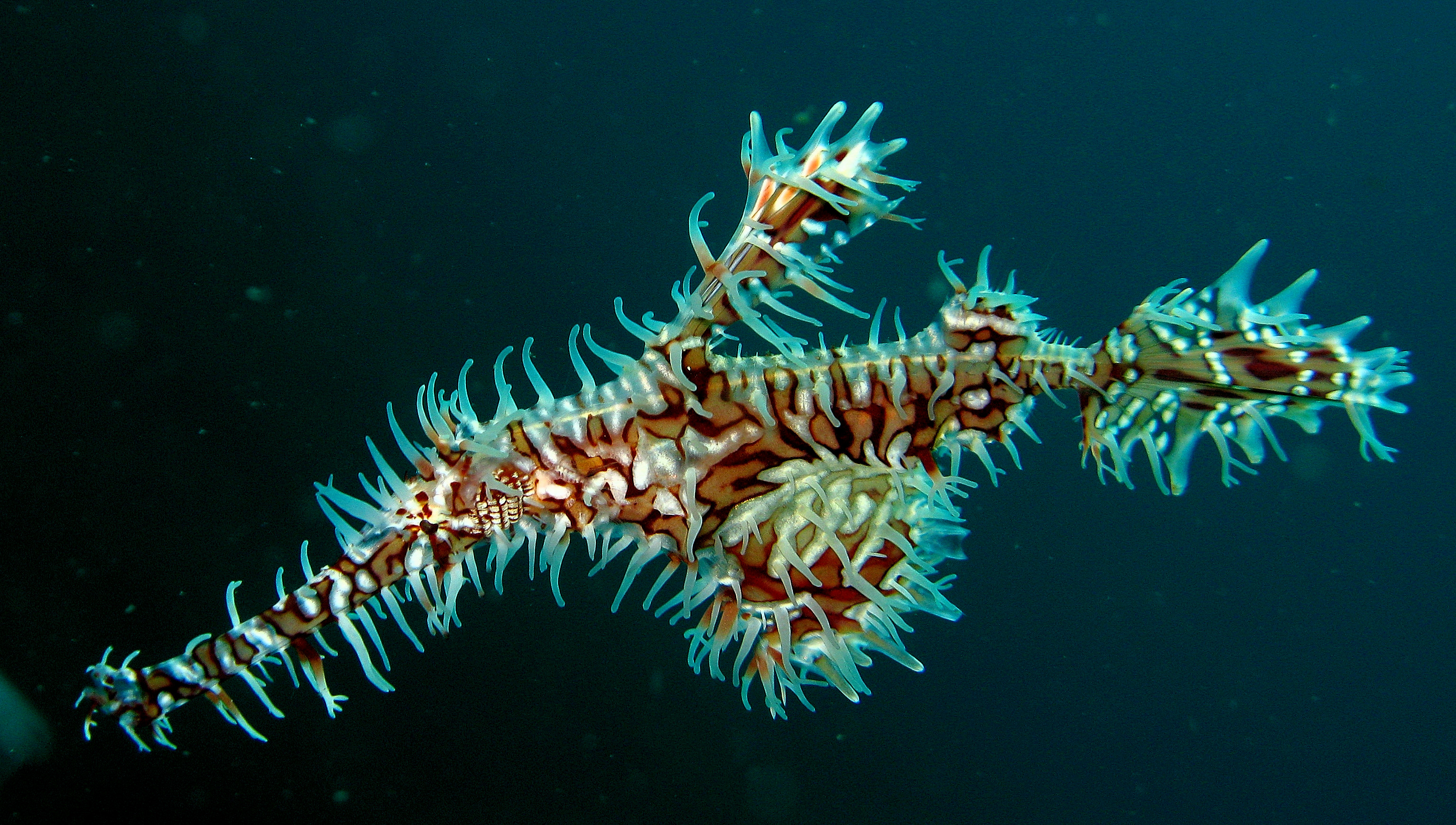
Solenostomus paradoxus (Solenostomidae).
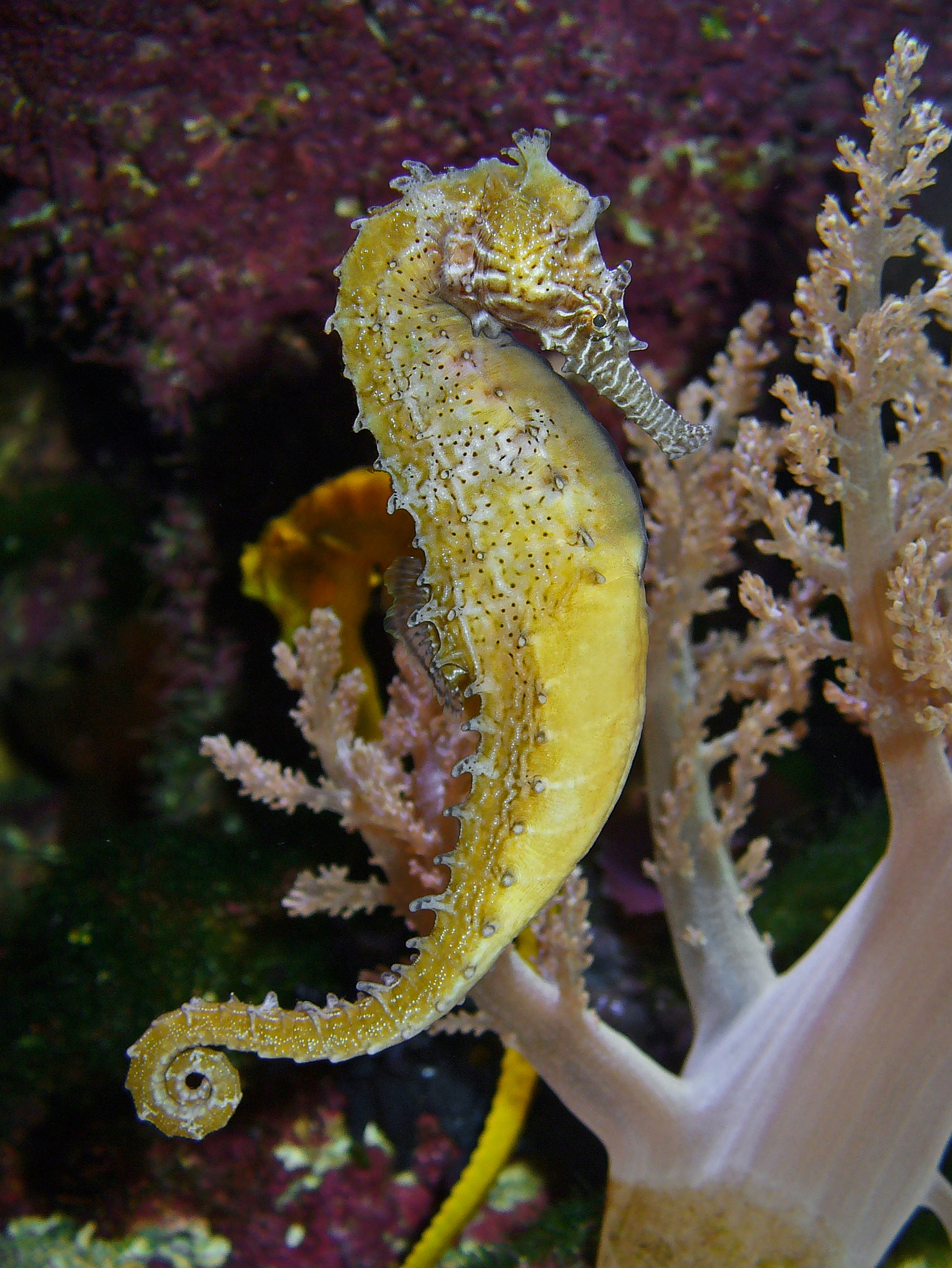
Hippocampus barbouri (Syngnathidae).

## Liste des familles éteintes
Selon Paleobiology Database (16 mars 2019) :
- famille † Aulorhamphidae
- famille † Fistularioididae
- famille † Urosphenidae
- famille † Rhamphosidae
- famille † Parasynarcualidae
- famille † Paraeoliscidae